# Craterostigma stuhlmannii
Craterostigma stuhlmannii är en tvåhjärtbladig växtart som först beskrevs av Adolf Engler, och fick sitt nu gällande namn av Fischer, Schäferhoff och Müller. Craterostigma stuhlmannii ingår i släktet Craterostigma och familjen Linderniaceae. Inga underarter finns listade i Catalogue of Life.